# إلاين أرينغتون
إلاين أرينغتون (بالإنجليزية: Elayne Arrington)‏ هي عالمة رياضيات ومهندسة أمريكية. إلاين هي أول امرأة أمريكية من أصل أفريقي تتخرج من كلية الهندسة بجامعة بيتسبيرج.

## النشأة والتعليم
نشأت إلاين في وست ميفلين بولاية بنسلفانيا، وتخرجت من مدرسة هومستيد الثانوية في عام 1957 حيث كانت مولعة بالرياضيات، وحصلت على ثاني أعلى درجة في اختبار سات للرياضيات (797 من 800). أوصت المدرسة بمنحها منحة دراسية لدراسة الهندسة الميكانيكية في جامعة بيتسبيرج، لكن سحبت شركة ميستا للميكانيكا الراعية للمنحة طلبها للحصول على المنحة، قائلةً إنه يجب تقديم الأموال إلى الرجال، لأن النساء لا ينهين برامج الهندسة. وفي عام 1961 أصبحت أول امرأة تتخرج من كلية الهندسة بجامعة بيتسبرغ. حصلت على درجة الماجستير في الرياضيات من جامعة دايتون بولاية أوهايو. وحصلت على دورات في الرياضيات في جامعة أكسفورد أثناء العمل في برنامج ماجستيرها وأصبحت المرأة الأمريكية الإفريقية السابعة عشرة في الولايات المتحدة التي حصلت على درجة الدكتوراه في الرياضيات.

## حياتها المهنية
أصبحت إلاين مهندسة فضاء في قسم التكنولوجيا الأجنبية في قاعدة رايت باترسون للقوات الجوية في دايتون بولاية أوهايو، حيث عملت على تحليل أداء طائرات الاتحاد السوفيتي. وعادت لاحقًا إلى جامعة بيتسبرغ حيث أصبحت أستاذًا مساعدًا للرياضيات.

## الجوائز
حصلت إلاين في عام 2017، على جائزة الخريجين المتميزين من مجلس الخريجين الأمريكيين من أصل أفريقي.